# Bruchköbel
Bruchköbel település Németországban, Hessen tartományban. Lakosainak száma 20 894 fő (2023. december 31.).

## Népesség
A település népességének változása:
| Lakosok száma | 20 892 | 20 390 | 20 427 | 20 602 | 20 825 | 20 894 |
|               | 2015   | 2017   | 2019   | 2021   | 2022   | 2023   |